# Walter Benigni

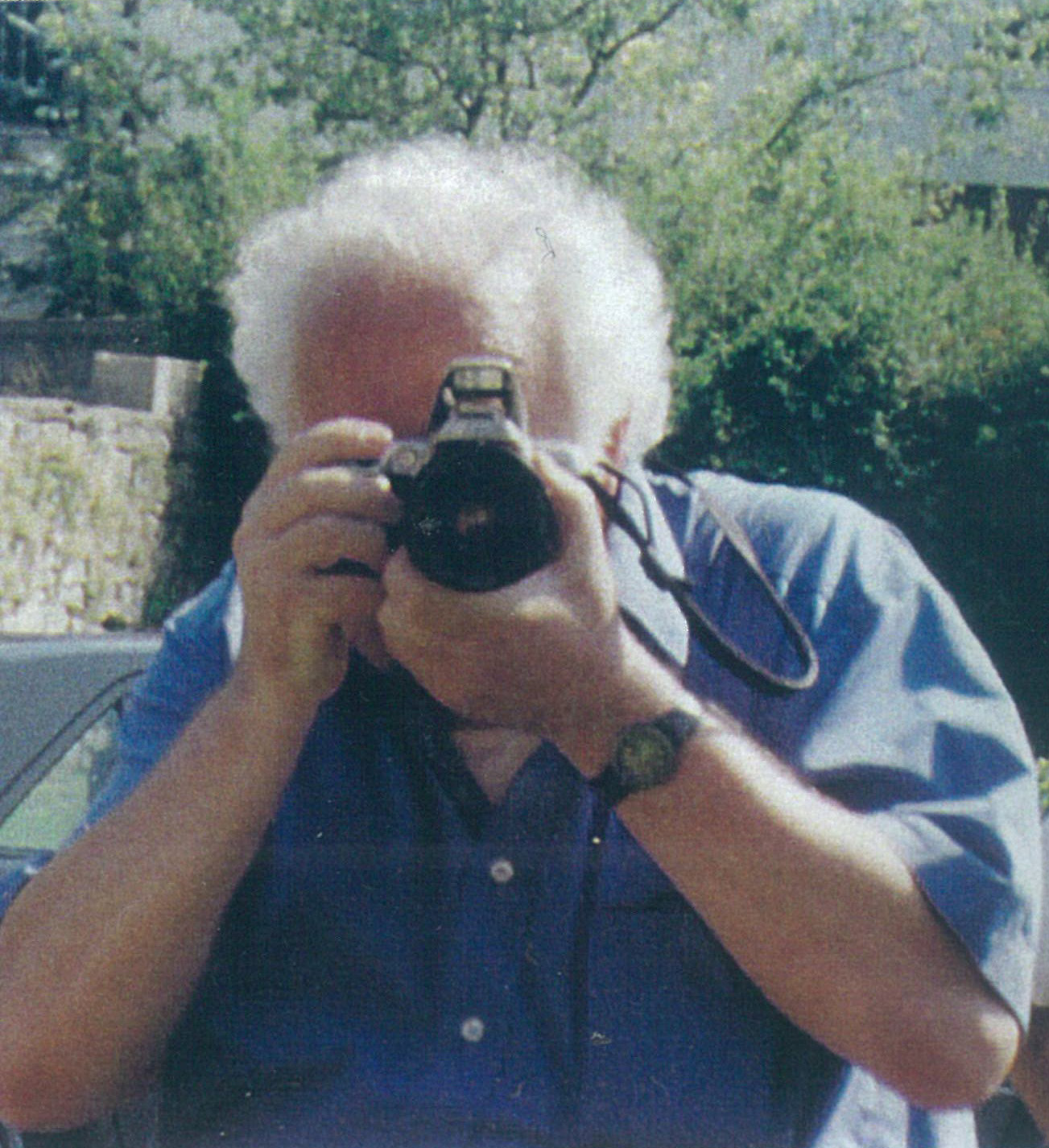
Benigni bei der Arbeit

Walter Benigni (* 3. Jänner 1934 in Villach, Kärnten; † 16. März 2019 in Eisenstadt) war ein österreichischer Fotokünstler.

## Leben
Walter Benigni war Sohn eines Eisenbahnbediensteten. Er absolvierte die Bundesfachschule für Holzverarbeitung und trat anschließend in den Bundesdienst ein. Bevor er sich ab 1960 hauptberuflich mit der Fotografie beschäftigte, war er im Bundesdienst bei der B-Gendarmerie tätig. 
Walter Benigni war Initiator des Landesverbands der Fotografen und einer wettbewerbsfreien Landesfotoschau. 1962 heiratete er Klara Köttner-Benigni. Das Ehepaar gestaltete zusammen mehrere Lyrikbände, zu denen Benigni die Bilder beisteuerte. Sie lebten in Eisenstadt. Walter Benigni hatte Kinder aus erster Ehe.
Nach seinem Tod bei den Barmherzigen Brüdern Eisenstadts wurde er am 28. März 2019 wie seine Gattin am Stadtfriedhof (Urnenhain Nr. 12) in Eisenstadt beigesetzt.

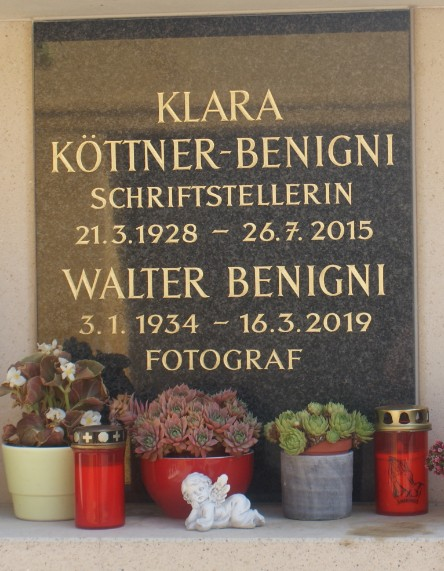
Grabstätte von Walter Benigni

## Ausstellungen
Im Sommer 1978 wurde in der Cselley Mühle in Oslip seine erste Ausstellung eröffnet. In Zusammenarbeit mit slowakischen Fotografen veranstaltete er danach Ausstellungen im Burgenländischen Landesmuseum, in Bratislava und in Mattersburg. 1992, 50 Jahre nach der Wannsee-Konferenz, präsentierte 3sat eine Ausstellung Begninis zu dem Thema.
Außer in Büchern sind auch in Ausstellungskatalogen Bilder von Walter Benigni mit Erläuterungen erschienen, so zu der Personale im Schloss Esterházy in Eisenstadt 1982 und zu der in der Novomeský-Galerie in Bratislava 1991 in slowakischer Sprache. Gemeinsam mit Kollegen war er 2002 in dem Sammelband „Fotografie im 20. Jahrhundert“ der „Österreichischen Gesellschaft für Fotografie“ und 2005 in dem Sammelband „VÖAV Photogallery“ des „Verbands Österreichischer Amateurfotografen-Vereine“ vertreten. In den letzten Jahren hatte Benigni Ausstellungsbeteiligungen, vermittelte aber auch Ausstellungen bis nach Wien.

## Fotografien in Medien
Benignis Fotografien wurden in diversen Büchern verwendet. Unter anderem in:
- Günter Unger: Das andere Licht. Kunst im Burgenland seit 1945. Wien 1990.
- Die Atmosphäre ist Poesie. Kunst im Burgenland gestern und heute. Neudörfl 1999.
- Burgenland mon amour. Koordinaten einer Kultur- und Kunstlandschaft. Hornstein (Burgenland) 2006.

## Ehrungen
- Würdigungspreis des burgenländischen Landeskulturpreises
- Jozef Maximilian Petzval Medaille des Verbandes Slowakischer Fotografen
- Ehrennadel in Gold des VÖAV
- Ehrenzeichen in Gold des Verbandes slowakischer Fotografen
- 2004: Elias Hügel–Anstecknadel des Europa-Symposiums Kaisersteinbruch[6]

Benigni war Ehrenmitglied (Hon. ÖGPh) der Österreichischen Gesellschaft für Photographie.

## Würdigung
Christa Grandits, Ingeborg Ott, Jörg Berghaus, Katrin Grandits, Kristina Grandits und Alessio Coloni: 
Subjektive Blickwinkel Versuch eines Nachrufs auf Walter Benigni. Sechs Menschen halten ihre Gedanken zu 36 ausgewählten Werken des Fotografen fest. 2019. ISBN 978-3-200-06651-9